# الناحية المركزية (مقاطعة أردبيل)
الناحية المركزية لمقاطعة أردبيل (بالفارسية: بخش مرکزی شهرستان اردبیل) هي ناحية في مقاطعة أردبيل التابعة لمحافظة أردبيل في إيران. في تعداد عام 2006 كان عدد سكانها 502,186 في 123,050 عائلة. فيها مدينة واحدة: أردبيل، وفيها ستة أقسام ريفية هي: قسم أرشق الشرقي الريفي وقسم بالغلو الريفي وقسم سردابة الريفي وقسم الشرقي الريفي وقسم الغربي الريفي وقسم کلخوران الريفي.